# 로무알츠 라죽스

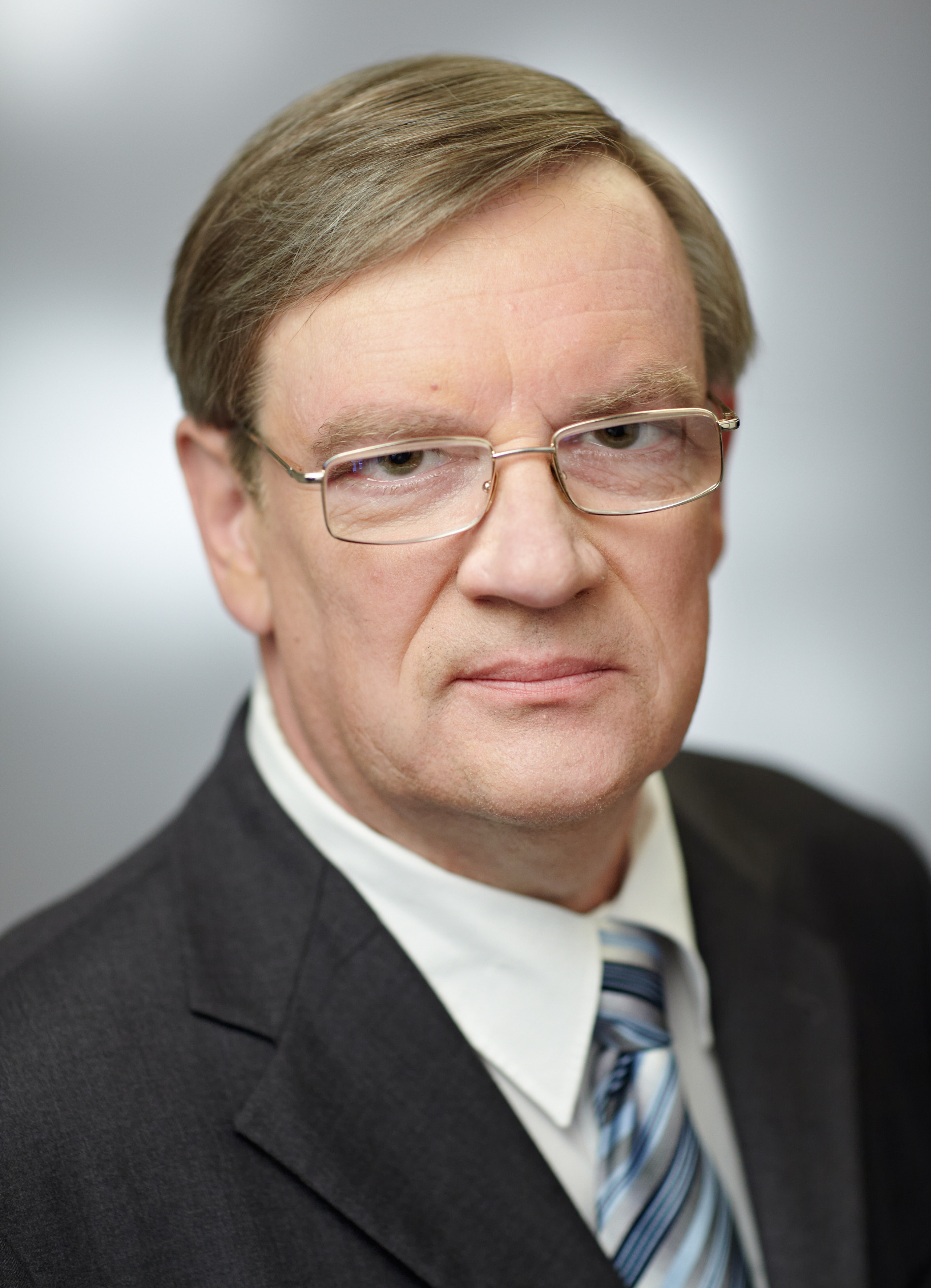
로무알츠 라죽스

로무알츠 라죽스(라틴어: Romualds Ražuks, 리투아니아어: Romualdas Ražukas 로무알다스 라주카스, 1955년 11월 9일 리투아니아 빌뉴스 ~ )는 라트비아의 정치인이다.
리투아니아 빌뉴스 출신이며 빌뉴스 대학교 의학과를 졸업했다. 1985년에는 러시아 모스크바에서 의학 박사 학위를 받았다. 1986년 라트비아 리가로 이주한 뒤부터 리가 의학회에서 근무했고 1987년에는 라트비아에서 리투아니아 문화회를 설립했다. 1989년에는 라트비아 인민 전선에 입당했다. 1995년에는 라트비아 국적을 취득했다.
1997년에는 라트비아의 길에 입당했고 1997년 3월에는 리가 시 의회 의원으로 선출되었다. 1998년에는 라트비아의 입법부인 사에이마(Saeima) 의원으로 선출되었고 2001년에는 사에이마 부의장으로 선출되었다. 2008년 4월에는 시민연합에 입당했으며 2009년에는 유르말라 시 의회 의원으로 선출되었다. 2014년에는 단결에 입당했다.